# Giunta regionale del Friuli-Venezia Giulia
La Giunta regionale del Friuli-Venezia Giulia (in friulano: Zonte regjonâl dal Friûl Vignesie Julie; in sloveno: Deželni odbor Furlanije-Julijske krajine; in tedesco: Regionalrat von Friaul-Julisch Venetien) ha sede a Trieste, presso il Palazzo del Lloyd Triestino.

## Composizione

### VII legislatura (1993-1998)

#### Giunta Guerra
| Nome              | Carica                     | Partito      |
| ----------------- | -------------------------- | ------------ |
| Alessandra Guerra | Presidente                 | Lega Nord    |
| Roberto Antonione | Vicepresidente e assessore | Forza Italia |

### VIII legislatura (1998-2003)

#### Giunta Antonione
| Nome              | Carica                     | Partito      |
| ----------------- | -------------------------- | ------------ |
| Roberto Antonione | Presidente                 | Forza Italia |
| Paolo Ciani       | Vicepresidente e assessore | ?            |

#### Giunta Tondo I
| Nome              | Carica                     | Partito      |
| ----------------- | -------------------------- | ------------ |
| Renzo Tondo       | Presidente                 | Forza Italia |
| Alessandra Guerra | Vicepresidente e assessore | Lega Nord    |

### IX legislatura (2003-2008)

#### Giunta Illy
| Nome                | Carica                                                | Partito                         |
| ------------------- | ----------------------------------------------------- | ------------------------------- |
| Riccardo Illy       | Presidente                                            | Indipendente di centro-sinistra |
| Gianfranco Moretton | Vicepresidente e assessore                            | ?                               |
| Roberto Cosolini    | Assessore al Lavoro, Formazione, Università e Ricerca | Indipendente di centro-sinistra |

### X legislatura (2008-2013)

#### Giunta Tondo II
| Nome          | Carica                                                                         | Partito                 |
| ------------- | ------------------------------------------------------------------------------ | ----------------------- |
| Renzo Tondo   | Presidente                                                                     | Il Popolo della Libertà |
| Luca Ciriani  | Vicepresidente e assessore                                                     | Il Popolo della Libertà |
| Sandra Savino | Assessora alle Risorse Economiche e Finanziarie, Patrimonio e Servizi Generali | Il Popolo della Libertà |

### XI legislatura (2013-2018)

#### Giunta Serracchiani
| Nome                 | Carica | Direzione Centrale attribuita | Partito                                  |
| -------------------- | --- | --- | ---------------------------------------- |
| Debora Serracchiani  | Presidente | Servizio Relazioni Internazionali e Infrastrutture Strategiche con sede in Piazza dell'Unità d'Italia 1 a Trieste. Servizio Coordinamento delle politiche per la Montagna con sede in via Sabbadini 31 a Udine. | Partito Democratico                      |
| Sergio Bolzonello    | Vicepresidente e assessore con delega alle attività produttive, turismo e cooperazione                                                          | Direzione Centrale Attività produttive, Turismo e Cooperazione con sede in via Trento 2 a Trieste. | Partito Democratico                      |
| Francesco Peroni     | Assessore alle finanze, patrimonio, coordinamento e programmazione politiche economiche e comunitarie                                           | Direzione Centrale Finanze, Patrimonio, coordinamento e programmazione Politiche Economiche e Comunitarie con sede in Corso Cavour 1 a Trieste. | Indipendente                             |
| Paolo Panontin       | Assessore alle autonomie locali e coordinamento delle riforme, comparto unico, sistemi informativi, caccia e risorse ittiche, Protezione civile | Direzione Centrale Autonomie locali e coordinamento delle Riforme con sede in via Sabbadini 31 a Udine. Servizio Funzione pubblica dell'Area Sistema integrato del Pubblico Impiego regionale e locale della Direzione generale con sede in Piazza dell’Unità d’Italia 1 a Trieste. Servizio Sistemi informativi ed e-government dell’Area Programmazione, Controllo, Sistemi informativi e Sicurezza della Direzione generale con sede in Piazza dell'Unità d'Italia 1 a Trieste. Servizio Caccia e risorse ittiche della Direzione Centrale Risorse agricole forestali e ittiche con sede in via Sabbadini 31 a Udine. | Lista Civica Cittadini per il Presidente |
| Maria Sandra Telesca | Assessore alla salute, integrazione socio-sanitaria, politiche sociali e famiglia                                                               | Direzione Centrale Salute, Integrazione Socio – sanitaria, Politiche Sociali e Famiglia con sede in Riva Nazario Sauro 8 a Trieste. | Indipendente                             |
| Loredana Panariti    | Assessore al lavoro, formazione, istruzione, pari opportunità, politiche giovanili, ricerca e università                                        | Direzione Centrale Lavoro, Formazione, Istruzione, Pari Opportunità, Politiche Giovanili, Ricerca e Università con sede in via San Francesco 37 a Trieste. | Sinistra Ecologia Libertà                |
| Gianni Torrenti      | Assessore alla cultura, sport e solidarietà | Direzione Centrale Cultura, Sport e Solidarietà con sede in via Milano 19 a Trieste. | Partito Democratico                      |
| Mariagrazia Santoro  | Assessore alle infrastrutture e territorio | Direzione Centrale Infrastrutture e Territorio con sede in via Carducci 6 a Trieste. | Indipendente                             |
| Sara Vito            | Assessore all'ambiente ed energia | Direzione Centrale Ambiente ed Energia con sede in via Carducci 6 a Trieste. | Partito Democratico                      |
| Cristiano Shaurli    | Assessore alle risorse agricole e forestali | Area Sviluppo rurale, Area Foreste e territorio, Servizio Coordinamento generale e Controlli della Direzione Centrale Risorse agricole, forestali e ittiche con sede in via Sabbadini 31 a Udine. | Partito Democratico                      |

### XII legislatura (2018-2023)

#### Giunta Fedriga I
| Nome                 | Carica                                                                                                  | Direzione Centrale attribuita | Partito                                            |
| -------------------- | --- | --- | -------------------------------------------------- |
| Massimiliano Fedriga | Presidente, con delega alle infrastrutture e territorio                                                 | Direzione generale (con sede in Piazza dell'Unità d'Italia 1 a Trieste). Segretariato generale (con sede in Piazza dell'Unità d'Italia 1 a Trieste). Ufficio di gabinetto (con sede in Piazza dell'Unità d'Italia 1 a Trieste). Avvocatura della Regione (con sede in Piazza dell'Unità d'Italia 1 a Trieste). Direzione centrale Infrastrutture e territorio (con sede in via Carducci 6 a Trieste). | Lega                                               |
| Riccardo Riccardi    | Vicepresidente e assessore alla salute, politiche sociali e disabilità, delegato alla Protezione civile | Direzione Centrale Salute, politiche sociali e disabilità (con sede in via Cassa di Risparmio 10 a Trieste). | Forza Italia                                       |
| Barbara Zilli        | Assessore alle finanze                                                                                  | Direzione Centrale Finanze (con sede in Corso Cavour 1 a Trieste). | Lega                                               |
| Sebastiano Callari   | Assessore al patrimonio, demanio, servizi generali e sistemi informativi                                | Direzione centrale Patrimonio, demanio, servizi generali e sistemi informativi (con sede in Corso Cavour 1 a Trieste). | Lega                                               |
| Tiziana Gibelli      | Assessore alla cultura e allo sport                                                                     | Direzione Centrale Cultura e Sport (con sede in via Milano 19 a Trieste). | Forza Italia                                       |
| Pierpaolo Roberti    | Assessore alle autonomie locali, funzione pubblica, sicurezza e immigrazione                            | Direzione Centrale Autonomie locali, funzione pubblica, sicurezza e politiche dell'immigrazione (con sede in via Sabbadini 31 a Udine). | Lega                                               |
| Alessia Rosolen      | Assessore al lavoro, formazione, istruzione, ricerca, università e famiglia                             | Direzione Centrale Lavoro, Formazione, Istruzione e Famiglia (con sede in via San Francesco 37 a Trieste). | Indipendente                                       |
| Fabio Scoccimarro    | Assessore alla difesa dell'ambiente, energia e sviluppo sostenibile                                     | Direzione Centrale Difesa dell'ambiente, energia e sviluppo sostenibile (con sede in via Carducci 6 a Trieste). | Fratelli d'Italia                                  |
| Stefano Zannier      | Assessore alle risorse agroalimentari, forestali, ittiche e montagna                                    | Direzione Centrale Risorse agroalimentari, forestali e ittiche (con sede in via Sabbadini 31 a Udine). | Lega                                               |
| Sergio Emidio Bini   | Assessore alle attività produttive e turismo                                                            | Direzione Centrale Attività produttive e Turismo (con sede in via Trento 2 a Trieste). | Lista civica Progetto FVG per una Regione Speciale |

### XIII legislatura (2023-)

#### Giunta Fedriga II
| Nome                 | Carica                                                                                 | Direzione Centrale attribuita | Partito                                            |
| -------------------- | -------------------------------------------------------------------------------------- | --- | -------------------------------------------------- |
| Massimiliano Fedriga | Presidente                                                                             | Direzione generale (con sede in Piazza dell'Unità d'Italia 1 a Trieste). Segretariato generale (con sede in Piazza dell'Unità d'Italia 1 a Trieste). Ufficio di gabinetto (con sede in Piazza dell'Unità d'Italia 1 a Trieste). Avvocatura della Regione (con sede in Piazza dell'Unità d'Italia 1 a Trieste). | Lega                                               |
| Mario Anzil          | Vicepresidente e assessore alla cultura e allo sport                                   | Direzione Centrale Cultura e Sport (con sede in via Milano 19 a Trieste). | Fratelli d'Italia                                  |
| Cristina Amirante    | Assessore alle infrastrutture e territorio                                             | Direzione Centrale Infrastrutture e Territorio (con sede in via Carducci 6 a Trieste). | Fratelli d'Italia                                  |
| Sergio Emidio Bini   | Assessore alle attività produttive e turismo                                           | Direzione Centrale Attività produttive e Turismo (con sede in via Trento 2 a Trieste). | Lista civica Progetto FVG per una Regione Speciale |
| Sebastiano Callari   | Assessore al patrimonio, demanio, servizi generali e sistemi informativi               | Direzione centrale Patrimonio, demanio, servizi generali e sistemi informativi (con sede in Corso Cavour 1 a Trieste). | Lega                                               |
| Riccardo Riccardi    | Assessore alla salute, politiche sociali e disabilità, delegato alla Protezione civile | Direzione Centrale Salute, politiche sociali e disabilità (con sede in via Cassa di Risparmio 10 a Trieste). | Forza Italia                                       |
| Pierpaolo Roberti    | Assessore alle autonomie locali, funzione pubblica, sicurezza e immigrazione           | Direzione Centrale Autonomie locali, funzione pubblica, sicurezza e politiche dell'immigrazione (con sede in via Sabbadini 31 a Udine). | Lega                                               |
| Alessia Rosolen      | Assessore al lavoro, formazione, istruzione, ricerca, università e famiglia            | Direzione Centrale Lavoro, Formazione, Istruzione e Famiglia (con sede in via San Francesco 37 a Trieste). | Indipendente                                       |
| Fabio Scoccimarro    | Assessore alla difesa dell'ambiente, energia e sviluppo sostenibile                    | Direzione Centrale Difesa dell'ambiente, energia e sviluppo sostenibile (con sede in via Carducci 6 a Trieste). | Fratelli d'Italia                                  |
| Stefano Zannier      | Assessore alle risorse agroalimentari, forestali, ittiche e montagna                   | Direzione Centrale Risorse agroalimentari, forestali e ittiche (con sede in via Sabbadini 31 a Udine). | Lega                                               |
| Barbara Zilli        | Assessore alle finanze                                                                 | Direzione Centrale Finanze (con sede in Corso Cavour 1 a Trieste). | Lega                                               |